# Байгоррита
Байгоррита (1837 — 15 июля 1879) — вождь (касик) племенной конфедрации Ранкелес, сыгравший видную роль в войнах против Аргентинской республики. Свое имя он получил в честь полковника Мануэля Байгоррии, который провел около двадцати лет в качестве беженца среди племени Ранкелес и который также стал считаться вождем.

## Биография
Родился в 1837 году. Сын известного вождя Пичуна (? — 1855) и пленницы из Сан-Луиса по имени Рита Кастро. Внук известного индейского вождя Янкетруса.
В 1855 году Мануэль Байгоррия, вернувшийся в белые города после битвы при Касеросе в 1852 году, был назначен командующим южной границей провинции Кордова, почти одновременно со смертью Пичуна. Его сын, названный Янкетрусом, как и его дед, и известный как Гусман Янкетрус, принял командование над «копейщиками» своего отца, которые проживали в Пуатауэ, лагере и городе, расположенном примерно в пятидесяти километрах от Леувуко, столицы Ранкель-Ульманата, протогосударства, управляемого Кальваином. Несколько лет спустя, после смерти Кальваина, под командованием Мариано Росаса, Байгоррита принял командование ранкелесами Пуатауэ и Тоая.

## От набегов к миру
После битвы при Павоне в 1861 году, за которой последовало вторжение провинции Буэнос-Айрес и ее союзников во внутренние провинции, Байгоррита начал возглавлять набеги на провинции Кордова и Сан-Луис. Он вызвал на поединок главу пограничной охраны Сан-Луиса Хосе Исеаса, но тот предпочел послать сразиться с ним одного из своих офицеров; Байгоррита воспринял это как оскорбление, офицера окружили, и больше о нем ничего не было известно. В 1865 году Байгоррия, представлявший аргентинское правительство, и Байгоррита подписали договор в Пуатауэ, однако Парагвайская война вынудила правительство президента Бартоломе Митре отказаться от условий договора и одновременно вывести значительную часть войск из фортов на фронт. В результате, когда в 1866 году вспыхнула Колорадская революция — федеральное восстание в Куйо, к ней присоединились ранкелесы Байгорриты и неоднократно совершали набеги на провинцию Сан-Луис. В 1868 году, после поражения федеральных войск, он начал наступление на Ла-Пас, город, который был разрушен до основания, и где даже церковь не уцелела. Верховный касик ранкелес Мариано Росас не участвовал в этих рейдах и не санкционировал их, поскольку он настаивал на своем желании подписать мирный договор с Аргентинским государством.
В период с марта по апрель 1870 года полковник Лусио Мансилья посетил убежища племени Ранкель в Леувуко и Пуатауэ, где подписал договор с Мариано Росасом, который впоследствии был проигнорирован президентом Доминго Фаустино Сармьенто, предпочитавшим истребление любого коренного народа. Мансилья встретился с Байгорритой и убедил его разрешить католическим миссионерам войти в его тольдерии, на что Байгоррита не только согласился, но и крестил одного из своих сыновей, дав ему имя Лусио Байгоррия.
В любом случае, между аргентинцами и ранкелесами был подписан мирный договор, согласно которому последние должны были получать определенное количество коров в год, а также другие «пороки», такие как мате и — к несчастью для коренных жителей — алкоголь. По договору Байгоррита получал жалованье и форму офицера аргентинской армии, а также жалованье в размере ста пятидесяти песо. С тех пор Ранкелес жили в мире и ежегодно приходили за пайками в Вилью-Мерседес, сначала из рук полковника Венсеслао Паунеро, а затем от его преемников, включая Теофило Ивановски, который был на грани начала массовой войны, когда вторгся на территорию Ранкелес. Благодаря заступничеству Мануэля Байгоррии удалось предотвратить эскалацию инцидента.

## Истребление
Мануэль Байгоррия умер в 1875 году, а Мариано Росас умер в 1877 году, и его брат Эпумер принял верховное командование. Вскоре после этого полковник Рудесиндо Рока, брат военного министра Аргентины Хулио Архентино Роки, был назначен командующим южной границей Сан-Луиса и Кордовы. Он был полон решимости уничтожить коренное индейское население, как тех, кто нападал на аргентинское население, так и тех, кто оставался в мире. Эпумер подписал новый мирный договор, который также подписал президент Аргентины Николас Авельянеда, и который был почти сразу же нарушен аргентинской армией.
Тем временем алкоголь и оспа опустошили индейцев, убив значительную их часть — от детей до вождей.
В 1878 году Хулио Архентино Рока готовился к великой военной кампании, которая войдет в историю как Покорение пустыни. В качестве предварительного шага было решено, что со всех основных фортов будут предприняты последовательные атаки на палатки всех коренных народов, вооруженных лучшим огнестрельным оружием того времени. Когда в октябре один из людей Эпумера пришел за своим пайком в Вилья-Мерседес, его окружили триста солдат, которые перебили туземцев и взяли в плен выживших. Сразу после этого началась серия нападений на деревни и поселения племени Ранкелес и других групп, в ходе которых деревни были разрушены, тысячи женщин и детей были похищены, тысячи воинов погибли и даже могила Мариано Росаса была осквернена, а его останки были вывезены в частную коллекцию.
Одновременно с этим Рудесиндо Рока занял Пуатауэ (предложив Байгоррите и Эпумеру подписать мирный договор и совершив другие обманы), Эдуардо Раседо вторгся в Леувуко и разрушил его, а Конрадо Вильегас занял и разграбил земли Байгорриты в Тоае. Эпумер был взят в плен, но сопротивление ранкелесов возглавил Байгоррита, сопровождаемый своим братом, вождем Лучо. В феврале 1879 года колонны армии Рока уже окружили его, и силы Ранкеля были измотаны маневрами, чтобы избежать столкновения. 15 февраля его достигли, и в бою он потерял сотню индейцев, вооруженных копьями, и почти триста женщин и детей. Вождю удалось скрыться, спалив поле позади себя, и направившись в Неукен, где, как он предполагал, его не будут преследовать. Фактически, основная кампания, которая проводилась в апреле и мае, была разрешена только для достижения рек Негро и Неукен. Но аргентинская армия даже не стала уважать законы Национального конгресса и перешла реку Неукен, устроив так называемую «резню в Неукене», жертвами которой в основном стали коренные жители, не только не участвовавшие в набегах, но и не имевшие никаких контактов с белыми до этой резни.
В любом случае, касик Байгоррита так его и не увидел: его дважды застигли врасплох военные, которые убили нескольких его индейцев пиками и взяли в общей сложности двести пленных, большинство из которых умерли из-за отсутствия медицинской помощи и продовольствия со стороны армии. Потерпев еще одно поражение при попытке пересечь реку Колорадо, он был снова пойман около горного хребта Аука-Мауида 15 июля. Там он был тяжело ранен и взят в плен. Солдаты перевязали его раны и посадили его на коня, но вождь сорвал повязки и напал на своих похитителей, за которыми последовали его последние пять воинов. Все они были застрелены. Его семью отправляли из одного концентрационного лагеря в другой, где несколько членов семьи погибли, а затем их распределили практически как рабов между скотоводами и фермерами на северо-западе страны.